# 흑해 곡물 협정
흑해 곡물 협정, 흑해 곡물 수출협정, 흑해 곡물 이니셔티브 또는 미디어에서 일반적으로 곡물 거래(grain deal)라고 불리는 우크라이나 항구의 곡물 및 식품의 안전한 운송에 관한 이니셔티브(Initiative on the Safe Transportation of Grain and Foodstuffs from Ukrainian ports)는 러시아의 우크라이나 침공 기간 중 러시아, 우크라이나, 튀르키예, 유엔 간의 합의였다.
2022년 2월의 침공으로 인해 이전에는 흑해를 통한 주요 수출국이었던 우크라이나의 해상 곡물 운송이 완전히 중단되었다. 게다가 러시아는 일시적으로 곡물 수출을 중단해 상황을 더욱 악화시켰다. 이로 인해 세계 식량 가격이 상승하고 저소득 국가에서 기근의 위협이 가해졌으며, 러시아가 식량 공급을 무기화하고 있다는 비난이 나왔다. 이 문제를 해결하기 위해 흑해에서 해상 항로를 통제하는 튀르키예가 주최하고 유엔의 지원을 받아 지난 4월 논의가 시작되었다. 결과적으로 7월 22일 이스탄불에서 120일 동안 유효한 계약이 체결되었다. 7월 합의에서는 세계적인 식량 위기를 해결하기 위해 특정 항구에서 곡물을 안전하게 수출하는 절차를 마련했다. 유엔이 사무국 역할을 하는 공동 조정 및 검사 센터가 튀르키예에 설치되었다.
원래 협정은 2022년 11월 19일에 만료될 예정이었다. 러시아는 흑해 다른 곳에서 러시아 해군 함정에 대한 드론 공격으로 인해 며칠 동안 협정 참여를 중단했지만 중재에 따라 다시 합류했다. 2022년 11월 17일, 유엔과 우크라이나는 협정이 120일 더 연장되었다고 발표했다. 2023년 3월 튀르키예와 UN은 최소 60일 더 2차 연장을 확보했다고 발표했다. 2023년 5월, 계약은 다시 한번 60일 연장되어 7월 18일에 만료된다.
2023년 7월 중순까지 1000회 이상의 항해가 성공적으로 우크라이나 항구를 떠나 약 3300만 톤의 곡물 및 기타 식품을 45개국으로 운반했다.
2023년 여름, 러시아는 요구 사항이 충족되지 않으면 2023년 7월에 협정을 철회하겠다고 반복적으로 주장했다. 2023년 7월 17일까지 거래 갱신에 대한 새로운 합의가 이루어지지 않아 거래가 만료되었다.

## 같이 보기
- 2022년 러시아-우크라이나 평화 협상
- 러시아-우크라이나 관계